# Darren Pratley
Darren Anthony Pratley (Barking, 22 aprile 1985) è un ex calciatore inglese, di ruolo centrocampista.

## Palmarès

### Club

#### Competizioni nazionali
- Football League One: 1

Swansea City: 2007-2008
- Campionato inglese di quarta divisione: 1

Leyton Orient: 2022-2023